# Kristian Bak Nielsen

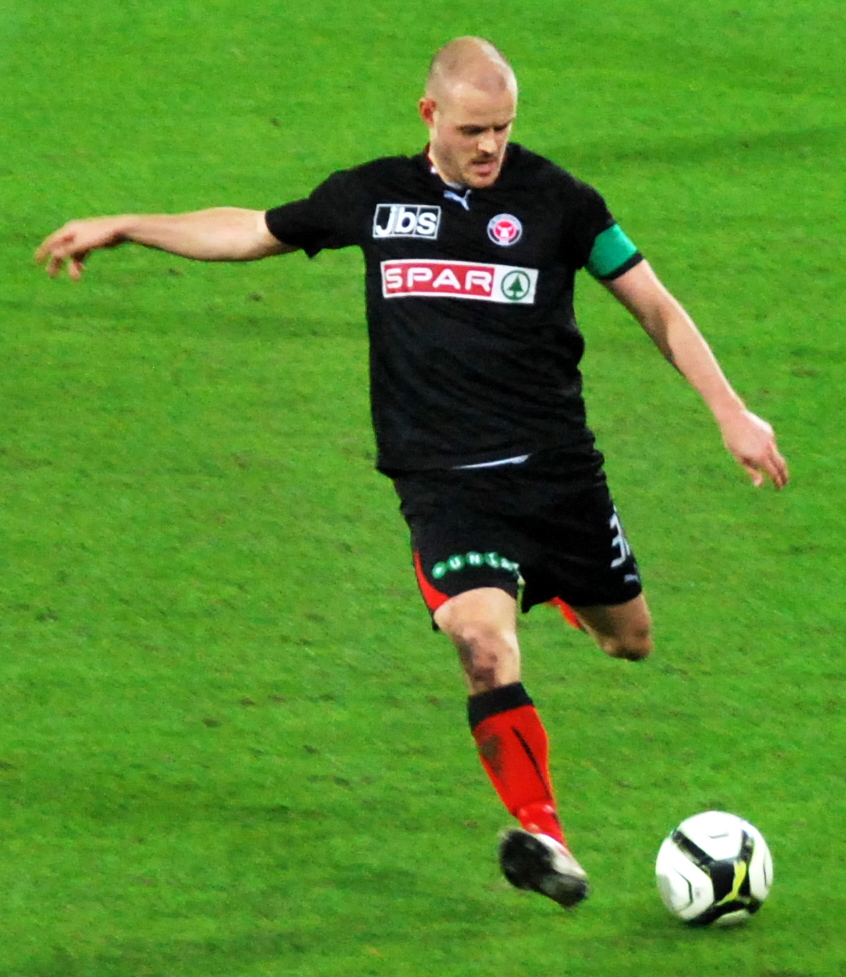
Kristian Bak Nielsen im März 2012

Kristian Bak Nielsen (* 20. Oktober 1982) ist ein dänischer Fußballspieler polnischer Abstammung. Der Abwehrspieler steht in Dänemark beim FC Midtjylland unter Vertrag. Er wird primär in der Innenverteidigung eingesetzt, hat aber früher als Stürmer gespielt.
Die Laufbahn Bak Nielsens begann beim FC Midtjylland, mit dem er 2000 die zweite dänische Liga gewann und in die Superliga aufstieg. In der Saison 2003/04 spielte er sämtliche Spiele für den Verein und wurde im Oktober 2003 für die dänische U-21-Nationalmannschaft nominiert. Im Spiel gegen das U-21-Team aus Bosnien-Herzegowina kam er zu seinem einzigen Einsatz, als er für Thomas Kahlenberg eingewechselt wurde.
Im Juni 2007 unterschrieb er einen Vierjahresvertrag beim niederländischen Team SC Heerenveen. Im Sommer 2010 wechselte er zurück zum FC Midtjylland.
Nach seiner Hochzeit 2013 nahm er den Namen „Christian Bach Bak“ an.